# İstisu (İsmayıllı)
İstisu è un comune dell'Azerbaigian situato nel distretto di İsmayıllı. Conta una popolazione di 990 abitanti.